# Andrew Cunanan
Andrew Phillip Cunanan (National City, California, 31 de agosto de 1969-Miami Beach, 23 de julio de 1997), conocido como Andrew Cunanan, fue un asesino en serie estadounidense que asesinó a cinco personas, entre ellas al diseñador de moda italiano Gianni Versace en la ciudad de Miami y al empresario inmobiliario Lee Miglin en Chicago.
El 12 de junio de 1997, Cunanan había pasado de ser el 449.º fugitivo en la lista del FBI, a entrar entre los diez fugitivos más buscados, convirtiéndose en la primera persona de San Diego incluida en dicha lista. La serie de asesinatos de Cunanan terminó el 23 de julio de 1997 con el suicidio de Cunanan por arma de fuego a los 27 años.
En sus últimos años, Cunanan había ejercido la prostitución, haciendo amistad con hombres mayores adinerados y gastando su dinero para impresionar a conocidos de la comunidad gay local, presumiendo de eventos sociales en clubes o a menudo pagando la cuenta en restaurantes. Un millonario amigo había dejado a Cunanan en 1996, el año anterior.

## Biografía
Cunanan nació en National City, California, como el más joven de los cuatro hijos de Modesto Cunanan, estadounidense de origen filipino, y Maryanne Schilacci, estadounidense de ascendencia italiana. Modesto Cunanan no asistió al nacimiento de su hijo Andrew, ya que se encontraba sirviendo en el Cuerpo de Marines en la guerra de Vietnam.
En 1981, el padre de Cunanan lo inscribió en la escuela independiente The Bishop's School en el barrio de La Jolla, en San Diego. En la escuela, Cunanan fue recordado como brillante, hablador e interesante, aprobando con un cociente intelectual de 147.
De adolescente, sin embargo, desarrolló una reputación como un mentiroso prolífico dado a contar historias fantásticas sobre su familia y su vida personal sobre una vida llena de lujos y privilegios. También era hábil para cambiar su apariencia de acuerdo a lo que sentía que era más atractivo en un momento dado, conveniente para su supervivencia. A diferencia de otros jóvenes, Andrew pasaba más tiempo leyendo y memorizando pasajes de la Biblia, lo cual era alentado por su madre quien le inculcaba que él estaba predestinado a ser una persona superior al resto de la sociedad.
La familia obtuvo grandes beneficios económicos tras la guerra, cuando su padre se retiró del ejército y se hizo corredor de bolsa, pero estos beneficios eran parte de un delito que su padre cometía, malversación de fondos, y acabó huyendo a Filipinas para escapar de la justicia. Ese mismo año, cuando Cunanan tenía 19 años, su madre descubrió que era homosexual. Durante una discusión que siguió, lanzó a su madre contra la pared, dislocándole un hombro. El examen posterior de su comportamiento a partir de los informes indica que puede haber sufrido un trastorno de comportamiento antisocial, un trastorno de personalidad caracterizado por una falta anormal de empatía (antes conocido como psicopatía).
En 1987 se inscribió en la Universidad de California en San Diego y se especializó en la Historia de Estados Unidos, pero abandonó los estudios y se instaló en el Distrito Castro en San Francisco donde frecuentaba bares y discotecas gais, ejerciendo de prostituto para hombres mayores y ricos, lo que le permitía mantener un elevado estilo de vida. Para 1996 sus excesos lo habían llevado a perder a sus amantes, dedicándose al robo y tráfico de drogas con el fin de intentar recuperar los lujos materiales.

## Asesinatos
Su primera víctima mortal fue su amigo y antiguo cliente Jeffrey Trail, un exoficial naval de EE. UU. y vendedor de gas propano, el 27 de abril de 1997 en Mineápolis. Tras una discusión, Cunanan golpeó a Trail hasta la muerte, asesinándolo a martillazos y cuyo cadáver luego envolvió en una alfombra persa y metió en un armario de un apartamento del loft que pertenecía a David Madson, su siguiente víctima.
La segunda víctima fue su examante, el arquitecto David J. Madson, quien fue encontrado en la orilla este del lago Rush cerca de Rush City, Minesota, el 3 de mayo de 1997, con heridas de bala en la cabeza y espalda. La policía reconoció la conexión cuando el cuerpo de Trail fue hallado en el desván del apartamento de Madson en Mineápolis.
Posteriormente, Cunanan condujo a Chicago y mató a Lee Miglin, de 72 años de edad, un prominente promotor inmobiliario, el 4 de mayo de 1997. Miglin había sido torturado y atado con cinta adhesiva en sus manos, pies y envuelto alrededor de su cabeza. Luego fue apuñalado 20 veces con un destornillador y se le cortó la garganta con una sierra, para luego robarle sus objetos de valor. La esposa, Marilyn Miglin, llegó el mismo domingo de mayo a su hogar, perpleja de que su marido no la hubiera visto en el aeropuerto después de su viaje de negocios a Toronto; encontró su casa desocupada, la puerta abierta, platos sucios y un sándwich a medio comer en la cocina. Llamó a la policía, quienes luego encontraron a su marido muerto en el garaje. Su familia dijo que Miglin y Cunanan no se conocían. A raíz de este asesinato, el FBI lo añadió a su lista de las diez personas más buscadas.
Cinco días después, Cunanan, que se llevó el coche de Miglin, un Lexus de color verde modelo 1994, encontró a su cuarta víctima en Pennsville, Nueva Jersey, en el cementerio nacional de Finn's Point, donde asesina al vigilante William Reese, de 45 años, el 9 de mayo de 1997, aparentemente para robar su camioneta roja, y dejar abandonado el coche de Miglin. La esposa de Reese, Rebecca, fue a buscarlo y vio que su camioneta roja había desaparecido, en su lugar había un Lexus verde con placas de Illinois. Cuando llegó la policía, encontraron a Reese en la cabaña. Tenía un disparo en la cabeza.
Si bien la búsqueda se centró en el vehículo de Reese, Cunanan "se escondió a plena vista" en Miami Beach, Florida durante dos meses entre su cuarto y quinto asesinato. A partir de entonces, Cunanan intentó disfrazar su apariencia, aunque en un caso usó su propio nombre para empeñar un artículo robado de su tercera víctima, sabiendo que la policía revisaba rutinariamente los registros de las casas de empeño en busca de mercancía robada.
La mañana del martes 15 de julio de 1997, Cunanan asesinó al diseñador de moda italiano Gianni Versace, de 50 años, después de que éste diera un paseo bajo el sol de Florida. Abriendo la puerta de su mansión de Miami, le disparó dos veces en la parte posterior de la cabeza. Un testigo intentó perseguirlo pero no pudo alcanzarlo. La camioneta robada de Reese, así como la ropa de Cunanan, un pasaporte alternativo y recortes periodísticos de los asesinatos de Cunanan, fueron encontrados en un estacionamiento cercano por agentes de policía. Cunanan pudo huir al escapar por una de las salidas de emergencia del estacionamiento al tomar un taxi antes de que la policía rodeara el edificio [cita requerida]. 

### Motivos
La motivación precisa de Cunanan sigue siendo desconocida. En el momento de los asesinatos, hubo una amplia especulación pública y de prensa que relacionó los crímenes con el descubrimiento de Cunanan de que era VIH positivo; sin embargo, la autopsia encontró que era VIH negativo.
Al sufrir delirios de grandeza, politoxicomanía y mantener un oscuro historial sexual, se contaba que Cunanan solo había conocido en persona a uno de los famosos que afirmaba haber conocido en sus incontables monólogos llenos de mentiras: a Versace, según un reportaje en Vanity Fair, de la periodista Maureen Orth. En 1997, la periodista publicó que Cunanan y Versace se habían conocido siete años antes del crimen, en San Francisco en 1990, de acuerdo a las entrevistas con múltiples testigos de aquella interacción. Orth reconstruyó cómo Cunanan y su amigo Eli Gould conocieron al diseñador de moda en la sala vip de la discoteca Colossus, hecho que la familia Versace ha negado hasta hoy en día. La única posible razón, y solo para el asesinato de Versace, la dio Bill Hagmaier, antiguo jefe de la unidad de abusos infantiles y asesinos en serie del FBI, el cual comentó que “aunque Versace no fuese ‘personalmente simbólico’, era el homosexual rico, con una vida de éxito y una aceptación pública que Andrew Cunanan nunca podría tener”, comparó la actuación de Cunanan con la del hombre que intentó acabar con Ronald Reagan: “La única posibilidad que tenía de hacerse famoso era mediante la misma vía que intentó John Hinckley”.
Aunque la policía revisó la casa flotante donde murió Cunanan, no dejó nota de suicidio y tenía pertenencias personales, un hecho que resultaba sorprendente en la investigación, dada su reputación de adquirir dinero y posesiones costosas de hombres mayores ricos. La policía consideró pocos de los hallazgos como notables, excepto múltiples tubos de crema de hidrocortisona y una colección bastante extensa de la ficción de C. S. Lewis.

## Suicidio
El 23 de julio de 1997, ocho días después de asesinar a Gianni Versace, Cunanan se suicidó con un disparo en la cabeza en el dormitorio superior de una casa flotante de Miami Beach, al parecer para evitar la captura por la policía. Usó la misma arma que había usado para matar a Madson, Reese y Versace: una pistola semiautomática Taurus PT100 de calibre 40 S&W, que había sido robada a la primera víctima, Jeff Trail. Fue incinerado y sus cenizas están enterradas en el Mausoleo del cementerio católico de Holy Cross en San Diego, California.

## Posteridad
La serie de televisión Mugshots de American Court TV (luego llamada TruTV) publicó un episodio que cubre la historia de Cunanan, titulado Andrew Cunanan: El asesino de Versace. El álbum de la banda de rock estadounidense Modest Mouse de 2015 Strangers to Ourselves tiene una canción que lleva el nombre del caso: "Pistol (A. Cunanan, Miami, FL. 1996)".
En 2017 Cunanan es personificado por el actor y cantautor Darren Criss en la segunda temporada de la serie antológica American Crime Story, titulado El asesinato de Gianni Versace, que se estrenó en enero de 2018.